# Noveleta
Noveleta (Bayan ng Noveleta) är en kommun i Filippinerna. Kommunen ligger på ön Luzon, och tillhör provinsen Cavite. Folkmängden uppgår till 41 678 invånare.

## Barangayer
Noveleta är indelat i 16 barangayer.
| - Magdiwang - Poblacion - Salcedo I - San Antonio I - San Juan I - San Rafael I - San Rafael II - San Jose I | - Santa Rosa I - Salcedo II - San Antonio II - San Jose II - San Juan II - San Rafael III - San Rafael IV - Santa Rosa II |